# Zračna luka Ženeva
Zračna luka Ženeva (IATA: GVA, ICAO: LSGG), poznatija kao Zračna luka Cointrin, je međunarodna zračna luka koja služi Ženevi, Švicarska. Nalazi se 4 km sjeverozapadno od centra grada i ima izravne veze s autocestom, autobusnim linijama i željeznicom (SBB-CFF-FFS). Njezina sjeverna granica se proteže uz švicarsko-francusku granicu te se zračnoj luci može pristupiti iz obje zemlje. Putnici na letovima u ili iz Francuske ne moraju proći kroz švicarsku carinsku i imigracijsku kontrolu ako ostanu u francuskom sektoru zračne luke. Teretni promet također je dostupan iz obje zemlje što Ženevu čini teretnim čvorištem Europske unije, iako Švicarska nije njena članica. Zračna luka se djelomično nalazi u općini Meyrin a djelomično u općini Grand-Saconnex.
Zračna luka ima jednu betonsku pistu dužine 3.900 m što je čini najdužom u Švicarskoj i jednu manju travnatu pistu koja se proteže paralelno uz betonsku a služi za slijetanje i polijetanje lakih zrakoplova. Glavno je čvorište za EasyJet Švicarska  i Flybaboo a manje čvorište za Swiss.  Zračna luka Ženeva ima veliki konferencijskih sadržaj te je domaćin ureda Međunarodne udruge za zračni prijevoz i svjetsko sjedište Međunarodne udruge Zračnih luka (en.: Airports Council International (ACI)).
U 2010. godini kroz zračnu luku je prošlo 11.785.522 putnika u 177.401 slijetanja i poletanja.

## Vanjske poveznice
- Geneva International Airport
- Map showing access to French car hire  Arhivirana inačica izvorne stranice od 7. ožujka 2010. (Wayback Machine)
- DPTS, The Geneva Aviation Website with regularly updated news